# 千代田中学校・高等学校
千代田中学校・千代田高等学校（ちよだちゅうがっこう・ちよだこうとうがっこう、英: Chiyoda Junior and Senior High School）は、東京都千代田区四番町に所在し、中高一貫教育を提供する私立中学校・高等学校。
龍谷総合学園グループに属する系列校。国際バカロレア認定校。
2016年（平成28年）3月末まで元の設置者である学校法人千代田女学園 が経営していた千代田女学園中学校・高等学校（ちよだじょがくえんちゅうがっこう・こうとうがっこう）より名称変更した。
本校は、設置者である学校法人武蔵野大学が同じく経営する武蔵野大学の附属学校にあたるが、名称には付いていない。

## 概要
浄土真宗本願寺派の宗門校であり、仏教に基づいた道徳教育を行っている。また、創立者の島地黙雷が目指した「国際教養人の育成」の理念を継承し、国際バカロレア対応コースを設置するなど国際理解教育にも力を入れている。

## 教育課程
- 千代田中学校
  - 研究コース
  - 開発コース
- 千代田高等学校
  - 全日制課程
    - 研究コース（2025年度新入生より）
    - 開発コース（2025年度新入生より）
    - IBコース
    - 附属進学コース（2024年度新入生まで）
      - 文系
      - 理系

    - 選抜探究コース（2024年度新入生まで）
      - IB系
      - グローバル探究系
      - 医進探究系

## 沿革

### 歴史
島地黙雷が女子文芸学舎として創設した。
2016年（平成28年）には法人合併によって設置者が学校法人武蔵野大学となり、これを受けて、本校から武蔵野大学への推薦入学枠が大きく増加した。武蔵野大学の設置するすべての学部に推薦入学枠があり、特に薬剤師や看護師、小学校・幼稚園教諭、国際的活動を目指す学生からの注目度が高い。
また、2018年（平成30年）から、武蔵野大学附属千代田高等学院に改称、共学化の上で5つのコースを設置した。
2018年（平成30年）から中学校の募集を停止していたが、2022年（令和4年）から中学校の募集を再開すると同時に共学化し、千代田国際中学校に改称した。
2025年（令和7年）4月から、中高ともに学校名を千代田中学校・高等学校に改称。

### 年表
- 1888年（明治21年）9月 - 女子文芸学舎として現在地に設立[3]
- 1907年（明治40年）10月 - 女子文芸学校に改称
- 1910年（明治43年）3月 - 高等女学校令により千代田高等女学校に改称
- 1918年（大正7年）5月 - 同窓会発足
- 1927年（昭和2年）2月 - 財団法人千代田女学園設立
- 1927年（昭和2年）10月 - 千代田女子専門学校を併設
- 1945年（昭和20年）9月 - 空襲の被害により千代田女子専門学校、武蔵野女子学院内に移転
- 1947年（昭和22年）4月 - 学制改革により新制千代田女学園中学校を併置
- 1948年（昭和23年）4月 - 新制の千代田女学園高等学校を設置
- 1949年（昭和24年）10月 - 千代田女子専門学校を財団法人武蔵野女子学院に移管
- 1951年（昭和26年）2月 - 財団法人から学校法人千代田女学園に転換
- 1961年（昭和36年）12月 - 本館落成
- 1966年（昭和41年）6月 - 大講堂、聞思堂（礼拝堂）落成
- 1972年（昭和47年）10月 - 体育館・家庭科特別教室落成
- 1990年（平成2年）3月 - 鉄筋コンクリート5階建校舎と体育館特別教室落成
- 1990年（平成2年）5月 - 校舎増築落成記念式挙行
- 1992年（平成4年）9月 - 冷房設備完成
- 1999年（平成11年）4月 - 新制服を制定
- 2015年（平成27年）4月 - 新制服を制定
- 2016年（平成28年）4月 - 学校法人武蔵野大学と法人を合併
- 2016年（平成28年）9月 - 国際バカロレア候補校となる
- 2018年（平成30年）4月 - 高等学校を共学化、武蔵野大学附属千代田高等学院に改称、千代田女学園中学校の募集を停止
- 2020年（令和2年）4月 - MIコースを開設
- 2021年（令和3年）4月 - 6コース体制を、2021年度新入生より選抜探求コース・附属進学コースに再編
- 2022年（令和4年）4月 - 中学校の募集再開と同時に共学化、千代田国際中学校に改称
- 2025年（令和7年）4月 - 千代田中学校・高等学校に改称

## 交通
出典 : 
| 路線名                     | 最寄り駅 | 徒歩所要時間 |
| -------------------------- | -------- | ------------ |
| 東京メトロ有楽町線         | 麹町駅   | 5分          |
| 東京メトロ半蔵門線         | 半蔵門駅 | 5分          |
| JR中央・総武線（各駅停車） | 市ケ谷駅 | 8分          |
| JR中央線（快速）           | 四ツ谷駅 | 8分          |

## 著名な出身者
- 桜井京子 - 女優　※中退
- 久松三津枝 - 元女優
- 杉本苑子 - 作家（旧制）
- 樹木希林 - 女優
- 秋元順子 - 歌手
- 井野口一美 - 女優
- 太地喜和子 - 女優